# Kínai álküllő
A kínai álküllő (Abbottina rivularis) a csontos halak (Osteichthyes) főosztályának sugarasúszójú halak (Actinopterygii)  osztályába, a pontyalakúak (Cypriniformes) rendjébe, a pontyfélék (Cyprinidae) családjába, a Gobioninae alcsaládjába, a Pontyalakúak rendjébe és az Abbottina nembe tartozó halfaj. Szubtrópusi kisméretű halfaj a 11 centimétert nem haladja meg kifejlett egyedeinek hosszúsága.

## Előfordulása
Őshonos Ázsia keleti részein Kelet-Kína, a Koreai-félsziget, és Japán vizekben, a Mekong folyó medencéjében és megfigyelték Türkmenisztánban a Tedzsen-folyóban is. 
Az Amur folyó vízrendszerében is jelen van és megtalálták még Kelet-Mongóliában a Bujr-tóban.

## Megjelenése
Testformája hosszúkás, hengeres enyhén hajlított, nem annyira magas, mint inkább széles. Testhossza 11 centimétert nem meghaladó. Feje közepesen nagy, orra tompán lekerekített, szemei a fejmérethez viszonyítva nagyok. Testét pikkelyek fedik. Az oldalvonal mentén sorban 6-10, leggyakrabban 8 sötét folt látható és a hátúszótól kezdődően további négy nagyobb foltot visel a hátán. Felső ajkának szegletében markáns egy-egy szál bajuszt visel. A fenékjáró életmódhoz alkalmazkodva a hátúszó és a mellúszói testméretéhez viszonyítva nagyok. Hasonlít és könnyen összetéveszthető a vele egy nembe tartozó Abbottina binhi, Abbottina lalinensis, Abbottina liaoningensis, Abbottina obtusirostris és Abbottina springeri fajokkal.

## Életmódja
Érzékeny a víz minőségi változásaira, ezért a tiszta jó minőségű folyóvizek sekélyebb részeit kedveli. A sekélyvizű folyókban és tavakban a homokos, iszapos feneket kedveli. Fenéklakó életmódot folytat, tápláléka az ott található növényi és szerves eredetű tápanyagokból áll. Rejtőzködő életmódja miatt jól kihasználja a meder adta lehetőségeket azért, hogy el tudjon bújni a nagyobb ragadozó halak elől.

## Szaporodása
Ívási időszaka késő tavaszra, nyár elejére tehető, a hím a megtermékenyített petéket őrzi.